# 4843 Mégantic
4843 Mégantic este un asteroid din centura principală, descoperit pe 28 februarie 1990 de Henri Debehogne.